# Wilhelm Balmer (Maler, 1837)
Wilhelm Balmer (* 12. Juli 1837 in Lausen, Kanton Basel-Landschaft; † 29. Mai 1907 in Liestal) war ein Schweizer Dekorationsmaler, Zeichenlehrer und Maler.

## Leben und Werk
Balmers Eltern waren der Gemeindepräsident von Lausen Johann Jakob und Elisabeth, geborene Rolle.
Balmer besuchte die 1836 gegründete Bezirksschule Liestal und absolvierte wie zuvor sein älterer Bruder Fritz Balmer (1835–1872) von 1857 bis 1860 eine Lehre als Dekorationsmaler bei Bernhard Thommen an der Malzgasse 2 in Basel. Als solcher arbeitete er später in Mannheim und gründete Mitte der 1860er Jahre mit seinem Bruder Fritz ein Geschäft für Dekorationsmalerei in Lausen. Die Brüder führten verschiedene Auftragsarbeiten im ganzen Kanton aus. So schufen sie Fahnen für Vereine, Theaterkulissen, dekorative Wandbilder in Wirtshäusern, u. a für das Restaurant «Rössli» in Lausen und für das Restaurant «National» (heute «Krone») in Liestal. Balmer schuf zudem zahlreiche Fassadenbilder an öffentlichen Gebäuden, u. a. am Rathaus in Liestal.
Als sich der erste Zeichenlehrer an der Bezirksschulen von Liestal, Böckten, Waldenburg und Therwil Karl Völlmy (1825–1884) nach Basel versetzen liess, wurde Balmer sein Nachfolger. Als solcher unterrichtete er an den vier Bezirksschulen von 1870 bis 1889. Als Kunstmaler schuf Balmer zahlreiche Werke, so Porträts, Landschaften im Stil des Paysage intime, Stillleben, Blumenbilder und Genreszenen.
Balmer heiratete 1871 die Tochter des Webstuhlfabrikanten Heinrich Häring aus Itingen, Emilia, geborene Häring (1840–1899). Ihr gemeinsamer und einziger Sohn war Wilhelm Friedrich Balmer. Als Wilhelm Balmers Frau verstarb, lebte er bis zu seinem Tod 1907 bei der Familie seines Sohnes in Liestal. Balmers Neffe war der Kunstmaler Wilhelm Balmer.
1945 wurden die Werke von Vater und Sohn zusammen mit denen des Architekten Adolf Müller-Senglet in einer Gedächtnisausstellung gezeigt, zu der Hermann Spiess-Schaad († 1986) angeregt hatte.